# Stadio Renzo Barbera
Das Stadio Comunale Renzo Barbera ist das städtische Fußballstadion der italienischen  Stadt Palermo auf Sizilien. Es ist die Heimspielstätte des Fußballvereins FC Palermo (ehemals US Palermo) und fasst 36.349 Zuschauer.

## Geschichte
Die Anlage wurde 1932 unter der Bezeichnung Stadio Littorio mit dem Spiel US Palermo gegen Atalanta Bergamo eingeweiht und ersetzte das Stadio Ranchibile. 1936 wurde die Spielstätte zu Ehren eines Kriegshelden in Stadio Michele Morrone umbenannt.
Nach dem Zweiten Weltkrieg fand eine erneute Umbenennung in Stadio La Favorita statt. Für die Fußball-Weltmeisterschaft 1990 wurde das Stadion umgebaut und erweitert. Am 18. September 2002 erhielt die Spielstätte ihren aktuellen Namen: sie wurde nach dem Ex-Präsidenten der US Palermo, Renzo Barbera (1970–1980), in Stadio Renzo Barbera umbenannt.

## Galerie

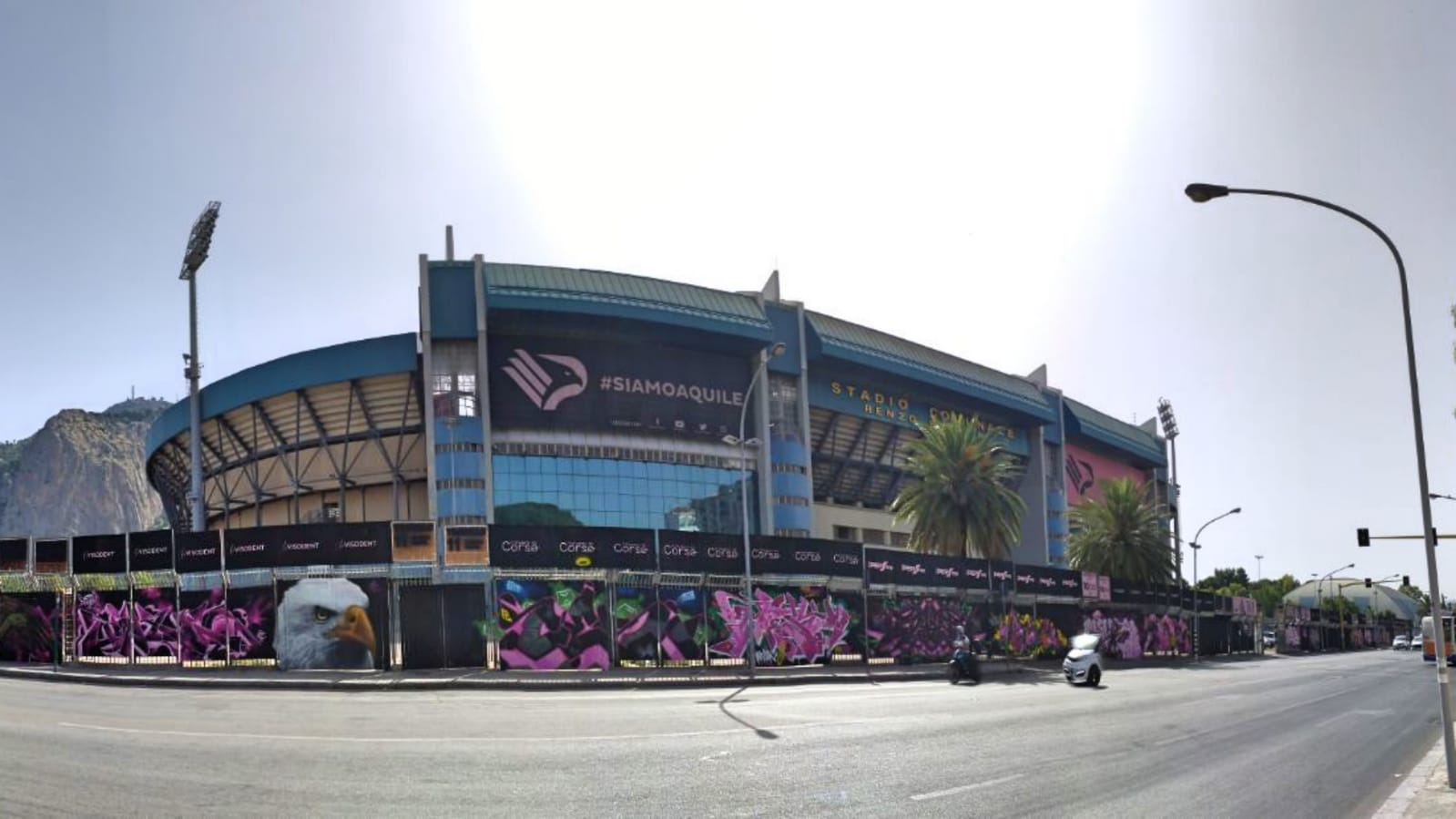
Außenansicht (2022)
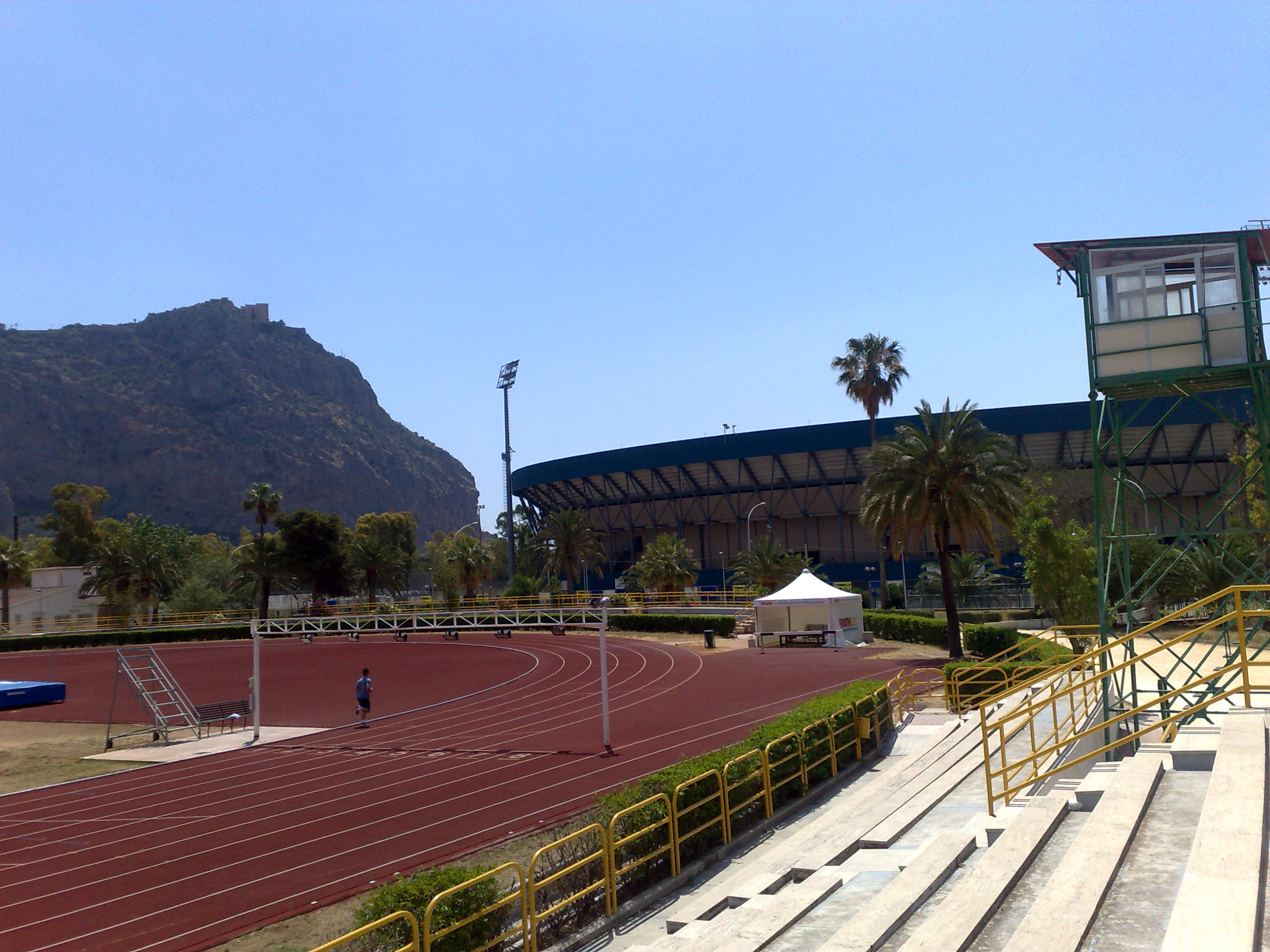
Das Stadion vom Stadio olimpico delle Palme „Vito Schifani“ aus gesehen.
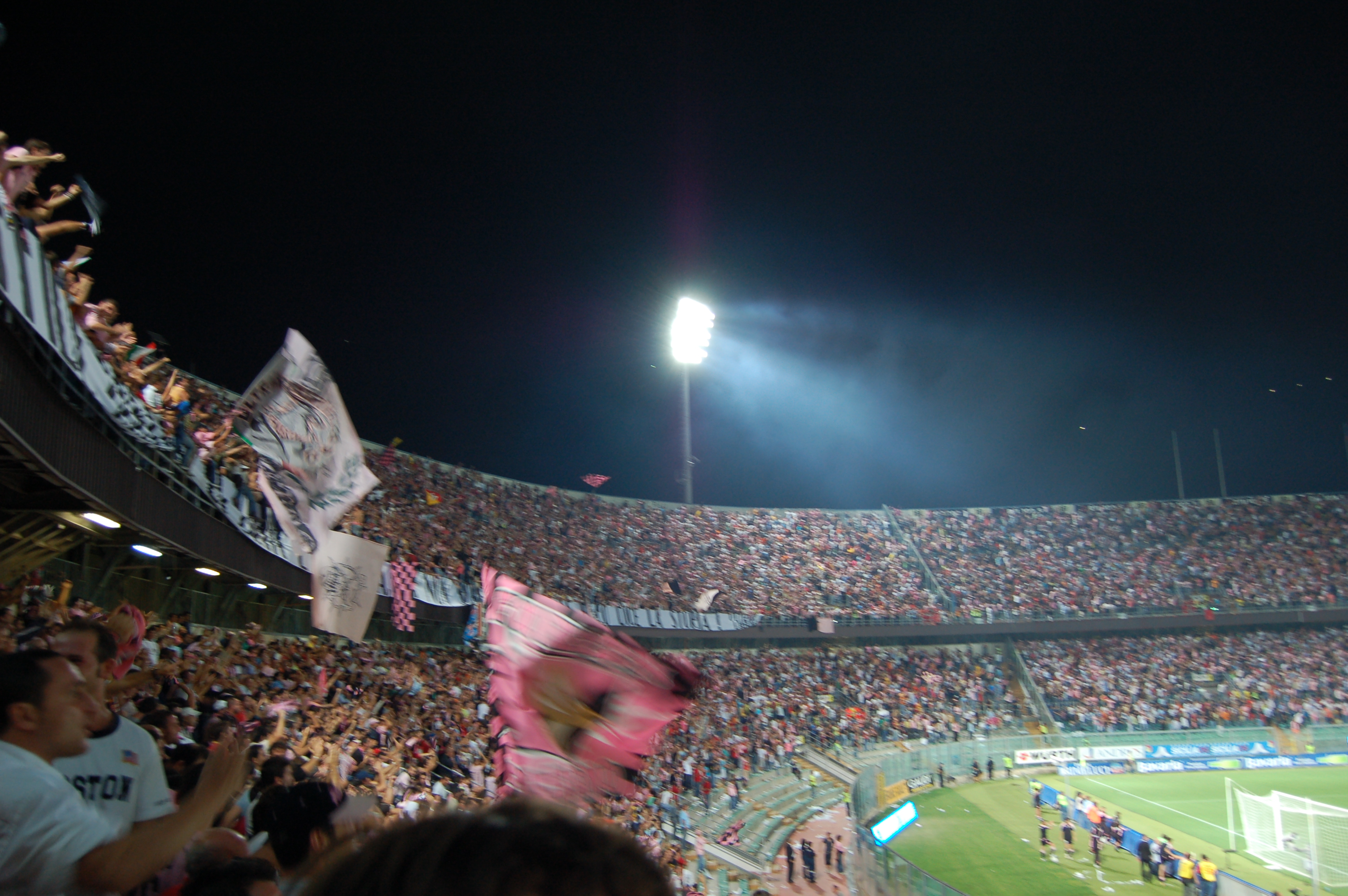
US Palermo gegen Catania Calcio (2006)